# Беренхорст, Георг Генрих фон
Георг Генрих фон Беренхорст или Беренгорст (нем. Georg Heinrich von Berenhorst; 26 октября 1733, Зандерслебен (ныне — земля Саксония-Анхальт), Германии — 30 октября 1814, Дессау) — немецкий военный историк, писатель.

## Биография
Георг Генрих фон Беренхорст родился 26 октября 1733 года в Зандерслебене; побочный сын князя Ангальт-Дессау Леопольда I и Софии Элеоноры Зёльднер (1710—1779).
В 1748 году в чине лейтенанта поступил на прусскую военную службу.
В 1757—1760 годах был адъютантом принца Генриха Прусского, а в 1760 году служил адъютантом короля Пруссии Фридриха Великого.
После Семилетней войны бросил военную службу, так как не смог вытерпеть презрительного отношения короля к своей свите. Начал службу при дворе князя Ангальт-Дессауского. Был назначен президентом верховной палаты, председателем королевского суда, а затем обер-гофмейстером наследного принца Леопольда Фридриха Франца Ангальт-Дессауского. Совершил с ним поездки во Францию, Италию и Англию.
С 1790 года посвятил себя научной и литературной деятельности. По свидетельству современников обладал богатым личным опытом, знанием истории, критическим умом и блестящим остроумием.
Георг Генрих фон Беренхорст умер 30 октября 1814 года в городе Дессау.
Согласно «Энциклопедическому словарю Брокгауза и Ефрона», Беренхорст является предшественником прусского военного писателя Бюлова. Являясь крупным военным авторитетом того времени, выступил с резкой критикой всей тогдашней военной системы и, в частности, Фридриховского военного искусства.

## Избранная библиография
- «Betrachtungen über die Kriegskunst» (рус.: «Размышления о военном искусстве») (1797—1799)
- «Aphorismen» (1805)
- «Aus Berenhorsts Nachlaß» (посмертно изд.: 1845—1847)